# Touchdown (sang)
"Touchdown" er en sang af den amerikanske rapper T.I., fra hans femte studiealbum T.I. vs. T.I.P. (2007). På sangen medvirker også den amerikanske rapper Eminem, som også producerede sangen sammen med sin regelmæssige samarbejdspartner Jeff Bass. Sangen blev, til trods for at den ikke officielt blev udgivet som en single, spillet meget i radioen, såvel som på Monday Night Football i NFL's 2007-sæson.

## Musik og tekst
Sangen er produceret af Eminem og Jeff Bass, og anvender elektronisk keyboard til at give en trumpetlignende lyd, mens hi-hats og stortrommer fungerer som de primære rytmiske instrumenter.
Sangen omhandler hovedsageligt T.I. og Eminems succes, såvel som deres kampe med deres respektive alter egoer "T.I.P." og "Slim Shady". Eminem rapper i en imiteret sydstatsaccent, der er typisk for T.I. og dennes hjemby Atlanta (Eminem selv er fra Detroit). I det tredje og sidste vers forklarer T.I. sin taknemmelighed overfor hip hop og kritiserer folk, der er uenige i musikgenrens tekstmæssige indhold
I 2009 udtalte Eminem i en anden sammenhæng at han føler at hans vers på sangen var "forfærdeligt".

## Spor
| Nr. | Titel                      | Producer(e)          | Længde |
| --- | -------------------------- | -------------------- | ------ |
| 1.  | "Touchdown" (feat. Eminem) | Eminem Jeff Bass [a] | 4:42   |

Noter
- ↑[a] angiver en assisterende producer.

## Hitlister
| Hitliste (2007)                               | Højeste position |
| --------------------------------------------- | ---------------- |
| US Bubbling Under Hot 100 Singles (Billboard) | 9                |
| USA Mainstream Top 40 (Billboard)             | 96               |